# Slicks
Slicks è un videogioco di guida formula 1, sviluppato dalla Digital Design e pubblicato dalla Codemasters per Commodore 64 nel 1992. Il videogioco è stato scritto da Ashley Routledge e David Saunders, mentre la colonna sonora è stata composta da Allister Brimble. Una versione per ZX Spectrum venne pubblicata solo all'interno della raccolta Supersports Challenge.